# Robert Cerjanec
Robert Cerjanec est un homme politique canadien qui est membre de l’Assemblée législative de l’Ontario (MPP) depuis 2025. Membre du Parti libéral de l'Ontario, il représente la circonscription d'Ajax,.

## Biographie

### Carrière politique
Cerjanec a été élu pour la première fois lors des élections générales ontariennes de 2025, battant la députée progressiste-conservatrice sortante Patrice Barnes par une marge de 0,8 % des voix,.